# Vadelaincourt
Vadelaincourt és un municipi francès situat al departament del Mosa i a la regió del Gran Est. L'any 2007 tenia 58 habitants.

## Demografia

### Població
El 2007 la població de fet de Vadelaincourt era de 58 persones. Hi havia 25 famílies, de les quals 4 eren unipersonals (4 homes vivint sols), 14 parelles sense fills i 7 parelles amb fills.
La població ha evolucionat segons el següent gràfic:
Habitants censats

### Habitatges
El 2007 hi havia 33 habitatges, 26 eren l'habitatge principal de la família, 4 eren segones residències i 3 estaven desocupats. 30 eren cases i 1 era un apartament. Dels 26 habitatges principals, 19 estaven ocupats pels seus propietaris, 5 estaven llogats i ocupats pels llogaters i 1 estava cedit a títol gratuït; 1 tenia dues cambres, 4 en tenien tres, 6 en tenien quatre i 14 en tenien cinc o més. 23 habitatges disposaven pel capbaix d'una plaça de pàrquing. A 9 habitatges hi havia un automòbil i a 14 n'hi havia dos o més.

### Piràmide de població
La piràmide de població per edats i sexe el 2009 era:
| Homes | Edats   | Dones |
| ----- | ------- | ----- |
| 0     | 95 o +  | 0     |
| 0     | 90 a 94 | 0     |
| 0     | 85 a 89 | 0     |
| 0     | 80 a 84 | 0     |
| 0     | 75 a 79 | 0     |
| 4     | 70 a 74 | 4     |
| 0     | 65 a 69 | 0     |
| 8     | 60 a 64 | 4     |
| 0     | 55 a 59 | 0     |
| 4     | 50 a 54 | 0     |
| 0     | 45 a 49 | 4     |
| 4     | 40 a 44 | 0     |
| 0     | 35 a 39 | 8     |
| 0     | 30 a 34 | 0     |
| 0     | 25 a 29 | 0     |
| 0     | 20 a 24 | 4     |
| 4     | 15 a 19 | 0     |
| 4     | 10 a 14 | 8     |
| 0     | 5 a 9   | 8     |
| 0     | 0 a 4   | 0     |

## Economia
El 2007 la població en edat de treballar era de 40 persones, 34 eren actives i 6 eren inactives. De les 34 persones actives 32 estaven ocupades (17 homes i 15 dones) i 2 estaven aturades (2 dones i 2 dones). De les 6 persones inactives 2 estaven jubilades, 2 estaven estudiant i 2 estaven classificades com a «altres inactius».
Activitats econòmiques
Dels 2 establiments que hi havia el 2007, 1 era d'una empresa extractiva i 1 d'una empresa de comerç i reparació d'automòbils.
L'any 2000 a Vadelaincourt hi havia 4 explotacions agrícoles.

## Poblacions més properes
El següent diagrama mostra les poblacions més properes.